# Cúchares

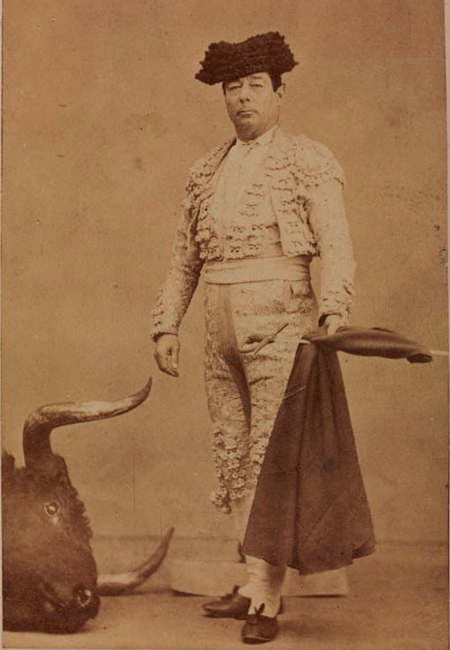
Foto van Cúchares (1861-1868)

Francisco Arjona Herrera (bijnaam: Cúchares), (Madrid, 20 mei 1818 - Havana, Cuba, 4 december 1868) was een Spaanse torero.

## Biografie
Arjona Herrera werd geboren in Madrid maar verhuisde al op jonge leeftijd naar Sevilla waar hij zijn jeugd doorbracht. Op 12-jarige leeftijd meldde hij zich al aan bij de stierenvechtersschool van Sevilla, waar hij opgemerkt werd door de legendarische Pedro Romero. Op 26 juli 1833 vocht Cúchares zijn eerste publieke wedstrijd en hij debuteerde in Las Ventas, Madrid op 27 april 1840. Na aanvankelijk sportieve rivaliteit gehad te hebben met Chiclanero was hij met Paquiro in een stevige publieke twist gevangen.
In 1868 zette hij koers naar Cuba waar hij op festiviteiten zou gaan optreden, maar kort na aankomst werd hij geveld door de gele koorts, waar hij kort daarop aan overleed. Hij werd begraven in Havana, maar zijn stoffelijke resten werden in 1885 herbegraven in Sevilla.